# والت ديكسون
والت ديكسون (بالإنجليزية: Walt Dickson)‏ هو لاعب كرة قاعدة أمريكي، ولد في 3 ديسمبر 1878 في نيو سمرفيلد في الولايات المتحدة، وتوفي في 9 ديسمبر 1918 في أدمور في الولايات المتحدة.

## وصلات خارجية
- والت ديكسون على موقع دوري كرة القاعدة الرئيسي (الإنجليزية)
- والت ديكسون على موقعبيزبول رفرنس.كوم (الدوري الرئيسي) (الإنجليزية)